# Flaschenpalme
Die Flaschenpalme (Hyophorbe lagenicaulis, Syn.: Mascarena lagenicaulis), auch Fasspalme genannt, ist eine Pflanzenart aus der Gattung Hyophorbe in der Familie der Palmengewächse.

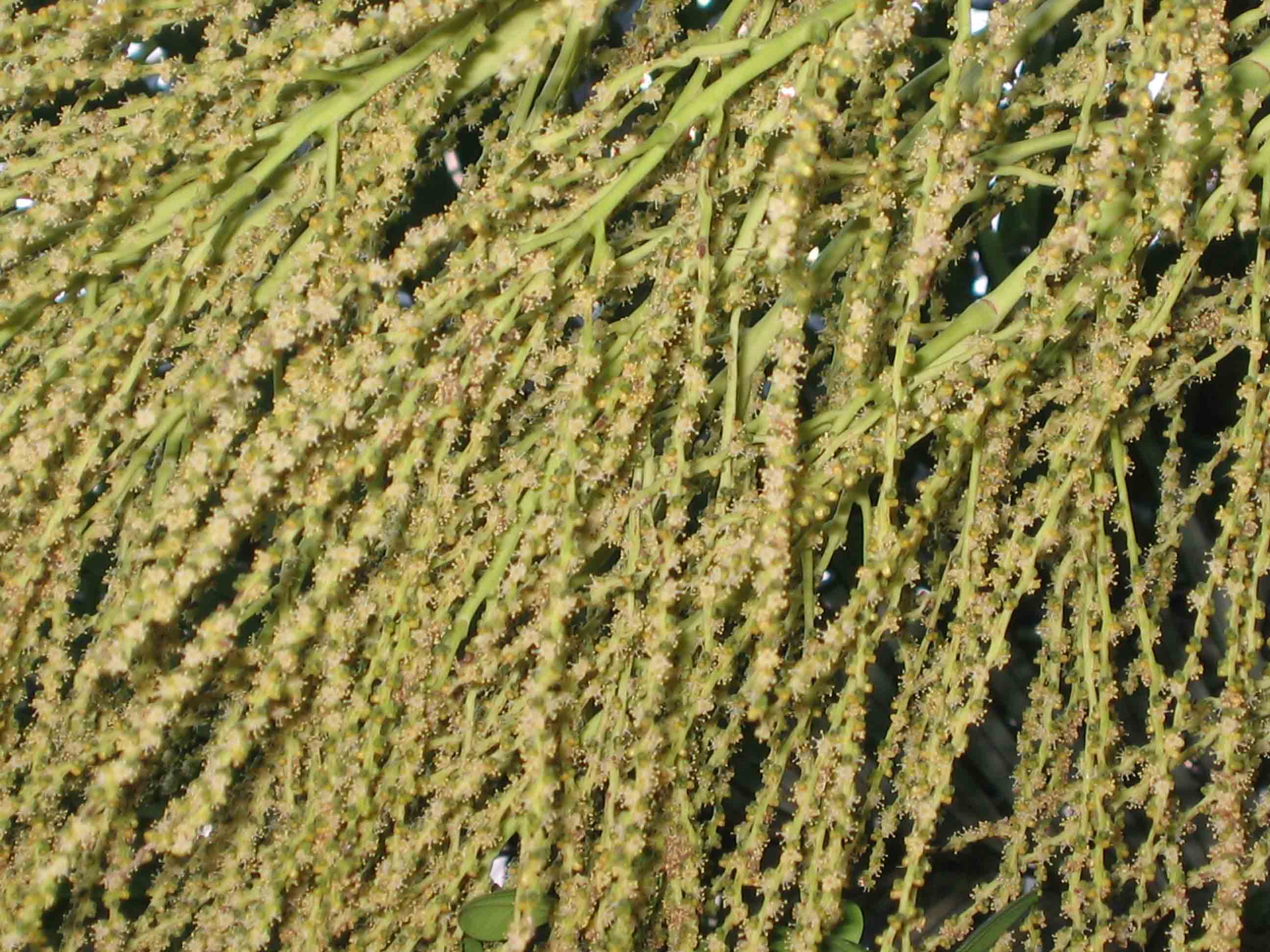
Blüten

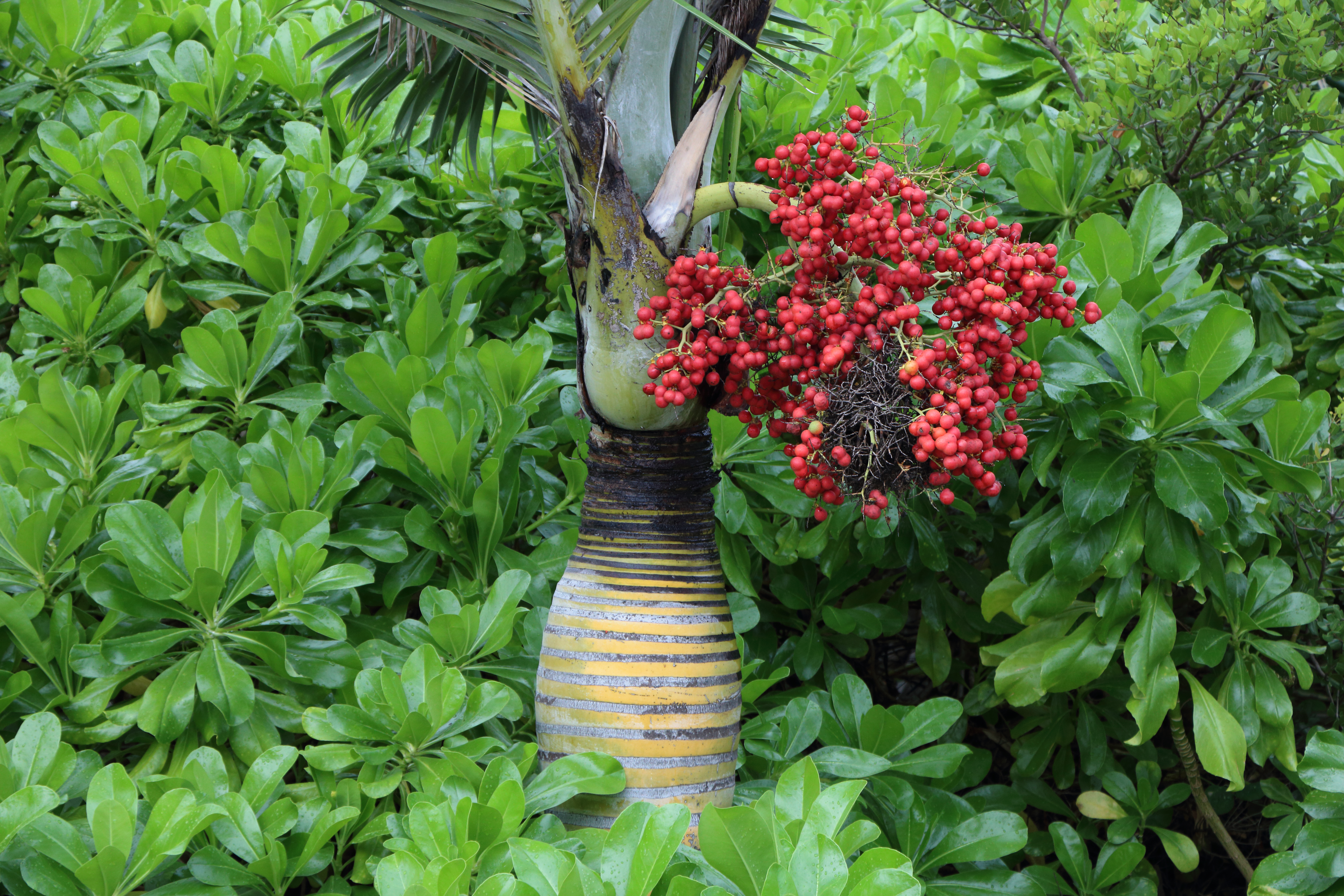
Hyophorbe lagenicaulis mit Früchten

## Beschreibung
Die Flaschenpalme ist eine mittelgroße Palme mit einem grauen Stamm, der sich mit zunehmendem Alter an der Basis konisch verdickt (Name). Die spärliche Krone besteht meist aus vier bis acht ledrigen, v-förmig gefiederten, weit zurückgebogenen Blättern. Diese Palmenart ist mit der Spindelpalme (Hyophorbe verschaffeltii) verwandt und wächst sehr langsam. Sie verträgt Temperaturen zwischen 4 °C und 28 °C, ist extrem frostempfindlich und benötigt viel Sonne; der Boden muss feucht sein. Junge Pflanzen haben rotgeränderte Blätter und Blattstiele.
Mit acht bis zehn Jahren blüht die Pflanze erstmals; die zahlreichen Blüten sind weiß-gelblich und wachsen an Stielen aus der Krone. Die kleinen, runden Früchte wechseln mit zunehmendem Alter die Farbe von grün nach schwarz; sie finden als Schweinefutter Verwendung (griechisch hys „Schwein“, phorbe „Futter“; lagenos „Flasche“, kaulos „Stamm“). Die Samen brauchen vier bis sechs Monate, um zu keimen.

## Verbreitung
Die Flaschenpalme kommt als endemische Art auf Round Island vor, einer 30 km vor der Nordspitze von Mauritius liegenden Insel. Dort wegen Ziegenhaltung und Kaninchen fast ausgestorben, wird sie heute in den gesamten Tropen kultiviert und wegen ihrer außergewöhnlichen Form gern als Garten- oder Zimmerpflanze verkauft.

## Taxonomie
Die Flaschenpalme wurde 1942 als Mascarena lagenicaulis von Liberty Hyde Bailey in Gentes Herbarum; Occasional Papers on the Kinds of Plants Band 6 Seite 74 erstbeschrieben. Die Art wurde 1976 von Harold Emery Moore in Principes; Journal of the (International) Palm Society Band 20 Teil 3, Seite 119 als Hyophorbe lagenicaulis (L.H.Bailey) H.E.Moore in die Gattung Hyophorbe gestellt.